# Pedro Gomes
Pedro Gomes – miasto i gmina w Brazylii, w stanie Mato Grosso do Sul.